# Exciter (группа)
Exciter — рок-группа из Канады, одни из первых начали играть в стиле спид-метал.

## История
История группы уходит в 1978 год, когда в столице Канады появилось трио под названием «Hell razor». В 1980 году группа, состоявшая из Джона Рикки (гитара), Дэна Бихлера (ударные) и Аллана Джонсона (бас-гитара), сменила название на «Exciter» и записала своё первое демо. Одна песня из него («World War III») попала в сборник «US Metal Volume II».
В 1983 году на фирме «Shrapnel» вышла дебютная пластинка группы «Heavy Metal Maniac». В том же году музыканты заключили контракт с «Mega force records», подразумевавший выпуск трёх альбомов. Следующим альбомом стал «Violence & Force».
Позже группа перебралась под крыло «Music for Nations». Третий диск «Long Live the Loud» стал последним полноформатным альбомом оригинального состава. Последовали европейско-американские гастроли с Accept, Motorhead и Megadeth. По их окончании группа выпустила EP «Feel the Knife», после чего из неё ушёл гитарист.
Новым гитаристом группы стал Брайан Макфи. С ним был записан альбом «Unveiling the Wicked» (1986). Позже было принято решение пополнить состав отдельным вокалистом (до этого момента в группе пел Бихлер), которым стал Роб Малнати. С ним был выпущен альбом «Exciter» («O.T.T.») (1988). На последних двух альбомах музыка группы становилась всё более мелодичной.
Далее деятельность «Exciter» была приостановлена и возобновилась только в 1991 году. Новый состав включал в себя Бихлера (ударные, вокал), Рикки (гитара) и Дэвида Леддена (бас-гитара). Этот состав выпустил альбом «Kill after Kill», изданный немецким лейблом «Noise records». В 1993 году появился первый концертный альбом группы, на котором в роли басиста выступил Джефф Макдональд.
На протяжении трёх последующих лет о коллективе ничего не было слышно. Возвращение состоялось в 1996 году, когда Рикки представил новую конфигурацию: Жак Беланжер (вокал), Рик Чаррон (ударные) и Марк Чаррон (бас-гитара). Команда провела канадский тур, после чего выдала альбом «The Dark Command». Музыка группы стала жёстче и агрессивнее. Группа продолжает существовать и выпускать альбомы и по сей день.
В апреле 2014 года воссоединился оригинальный состав группы.
В 2018 году гитарист оригинального состава Джон Риччи ушёл из группы. Новым гитаристом стал Дэниэл Дикей.

## Состав

### Нынешний состав
- Дэн Бихлер (Dan Beehler) — ударные, вокал
- Алан Джеймс Джонсон (Allan James Johnson) — бас-гитара
- Дэниэл Дикей (Daniel Dekay) — гитара

### Прежние участники
- Кенни Уинтер (Kenny «Metal Mouth» Winter) — вокал
- Роб Малнати (Rob Malnati) — вокал
- Брайан Макфи (Brian McPhee) — гитара
- Роб Коуэн (Rob «Clammy» Cohen) — бас-гитара
- Ричард "Рик" Чаррон (Richard "Rik" Charron) — ударные
- Дэвид Ледден (David Ledden) — бас-гитара
- Джефф Макдональд (Jeff McDonald) — бас-гитара
- Марк Чаррон (Marc Charron) — бас-гитара
- Роберт Уильям ДеГрут (Robert William DeGroot)  - вокал
- Пол Шампань (Paul Champagne) - бас-гитара
- Жак Беланжер (Jacques Belanger) — вокал
- Джон Риччи (John Ricci) — гитара

## Дискография

### Студийные альбомы
- Heavy Metal Maniac (1983)
- Violence & Force (1984)
- Long Live the Loud (1985)
- Unveiling the Wicked (1986)
- Exciter (O.T.T.) (1988)
- Kill After Kill (1992)
- The Dark Command (1997)
- Blood of Tyrants (2000)
- New Testament (2004) (новые записи старых песен группы)
- Thrash Speed Burn (2008)
- Death Machine (2010)

### Концертные альбомы
- Better Live Than Dead (1993)

### Компиляции
- Capitol Punishment (1991)

### EP
- Feel the Knife (1985)

### Demo
- Demo (1980)